# Mùa bão Tây Bắc Thái Bình Dương 1998
Mùa bão Tây Bắc Thái Bình Dương 1998 không có giới hạn chính thức, nhưng hầu hết các xoáy thuận nhiệt đới có xu hướng hình thành trên Tây Bắc Thái Bình Dương trong khoảng giữa tháng 5 và tháng 11. Những thời điểm quy ước phân định khoảng thời gian tập trung hầu hết số lượng xoáy thuận nhiệt đới hình thành mỗi năm ở Tây Bắc Thái Bình Dương.
Phạm vi của bài viết này chỉ giới hạn ở Thái Bình Dương, khu vực nằm ở phía Bắc xích đạo và phía Tây đường đổi ngày quốc tế. Những cơn bão hình thành ở khu vực phía Đông đường đổi ngày quốc tế và phía Bắc xích đạo thuộc về Mùa bão Đông Bắc Thái Bình Dương 1998. Bão nhiệt đới hình thành ở toàn bộ khu vực Tây Bắc Thái Bình Dương sẽ được đặt tên bởi Trung tâm Cảnh báo Bão Liên hợp  JTWC . Áp thấp nhiệt đới ở khu vực này sẽ có thêm hậu tố "W" phía sau số thứ tự của chúng. Áp thấp nhiệt đới trở lên hình thành hoặc đi vào khu vực mà Philippines chịu trách nhiệm cũng sẽ được đặt tên bởi Cục quản lý Thiên văn, Địa vật lý và Khí quyển Philippines  PAGASA . Đó là lý do khiến cho nhiều trường hợp, một cơn bão có hai tên gọi khác nhau.
Mùa bão Tây Bắc Thái Bình Dương năm 1998 là một mùa bão hoạt động rất yếu nếu so với mùa bão năm 1997. Trong mùa bão năm 1998, có tất cả 27 áp thấp nhiệt đới hình thành khắp khu vực Tây Bắc Thái Bình Dương. Trong số đó có 18 áp thấp nhiệt đới mạnh lên thành bão nhiệt đới và 9 trong số đó mạnh thêm nữa thành những cơn bão cuồng phong. Xoáy thuận nhiệt đới đầu tiên xuất hiện vào ngày 6 tháng 7; đánh dấu kỷ lục thời điểm bắt đầu mùa bão muộn nhất từng được ghi nhận, xoáy thuận nhiệt đới cuối cùng tan biến vào ngày 22 tháng 12. Một kỷ lục khác: chỉ có 11 cơn bão hình thành hoặc di chuyển vào khu vực mà PAGASA theo dõi, PAGASA đã có một mùa bão yên tĩnh nhất cùng với mùa bão năm 2010.

## Các cơn bão

### Áp thấp nhiệt đới 01W (Akang)
Áp thấp nhiệt đới đầu tiên của mùa bão phát triển từ một vũng nhiễu động nhiệt đới được ghi nhận lần đầu khi nó ở cách Palau 670 dặm (1080 km) về phía Bắc - Tây Bắc trong ngày 6 tháng 7. Vùng nhiễu động dần trở nên có tổ chức hơn và nó đã được phân loại là áp thấp nhiệt đới 01W vào lúc 1500 UTC trong ngày mùng 7. Lúc trở thành một áp thấp nhiệt đới, nó đánh dấu thời điểm khởi đầu muộn nhất của một Mùa bão Tây Bắc Thái Bình Dương kể từ khi có các hồ sơ đáng tin cậy bắt đầu từ năm 1959. Ngày hôm sau, 01W đi vào khu vực theo dõi của PAGASA và nó được tổ chức này đặt tên là Akang. Di chuyển chậm dần theo hướng Tây Bắc, áp thấp nhiệt đới tiếp cận Đài Loan. Tuy nhiên, độ đứt gió theo phương đứng tăng lên khiến cho mây đối lưu của áp thấp nhiệt đới tách rời khỏi hoàn lưu trung tâm. Với tâm hoàn lưu mực thấp bị lộ ra, 01W đã suy yếu. Vào lúc 2100 UTC ngày 10 tháng 7, nó đổ bộ lên khu vực Bắc Đài Loan và tan một thời gian ngắn sau. Không có thiệt hại nào gây ra bởi áp thấp nhiệt đới.

### Bão nhiệt đới Nichole
Khi 01W đang mạnh lên trên vùng biển Philippines, một vùng áp suất thấp rộng lớn đã phát triển ở Biển Đông. Vùng thấp tăng cường chậm khi nó di chuyển theo hướng Bắc - Đông Bắc và nó được tuyên bố là áp thấp nhiệt đới 02W vào sáng sớm ngày 8 tháng 7. 02W mạnh dần lên khi dòng thổi ra ở phần phía Bắc của nó được siết lại. Vào cuối ngày 8 tháng 7, áp thấp nhiệt đới được nâng cấp lên thành bão nhiệt đới và được đặt tên là Nichole. Cơn bão đạt cường độ tối đa khi nó ở ngay ngoài khơi phía Nam Đài Loan với vận tốc gió duy trì 1 phút đạt 60 dặm/giờ (95 km/giờ) theo JTWC. và vận tốc gió duy trì 10 phút đạt 40 dặm/giờ (65 km/giờ) cùng áp suất tối thiểu 998 hPa (mbar) theo Cơ quan Khí tượng Nhật Bản JMA. Do không khí khô cộng với độ đứt gió lớn và vị trí ở gần đất liền khiến cho Nichole nhanh chóng suy yếu thành một áp thấp nhiệt đới 12 tiếng sau khi nó đạt đỉnh cường độ. Tàn dư của Nichole vẫn di chuyển một vòng xoay theo chiều kim đồng hồ ngoài khơi Đài Loan trước khi hướng về phía Bắc tiến vào đất liền Trung Quốc và tan biến. Biển động do bão khiến bốn tàu biển chở container mắc cạn ở cảng Cao Hùng, Đài Loan, không có thuyền viên nào bị thương. Mưa lớn ở Đài Loan đã gây ngập lụt một diện tích ước tính 2500 mẫu Anh (10 km2) cây trồng.

### Áp thấp nhiệt đới 03W
Được JTWC công nhận là một cơn bão nhiệt đới, 03W phát triển từ một vùng nhiễu động dọc rìa phía Đông của một vùng gió mùa vào ngày 22 tháng 7. Di chuyển dần về hướng Tây Bắc rồi sau đó vòng sang hướng Đông Bắc, vùng nhiễu động dần có tổ chức và được phân loại là một áp thấp nhiệt đới khi nó cách Iwo Jima 460 dặm (790 km) về phía Đông - Đông Bắc trong ngày 25 tháng 7. Áp thấp nhiệt đới nhanh chóng mạnh lên thành bão nhiệt đới, với vận tốc gió duy trì 1 phút tối đa 50 dặm/giờ (85 km/giờ) khi mây đối lưu đã bao bọc gần như toàn bộ hoàn lưu trung tâm. Tuy nhiên sau đó độ đứt gió cao nhanh chóng thổi bay mây đối lưu, làm 03W suy yếu trở lại thành một áp thấp nhiệt đới. Sáng sớm ngày 26 tháng 7, 03W tiếp tục suy yếu thành một vùng thấp trước khi tan.

### Bão Otto (Bising)
Cơn bão cuồng phong đầu tiên của mùa bão phát triển từ một vùng thấp vào đầu tháng 8. Đối lưu đã phát triển quanh vùng thấp và vào sáng sớm ngày 2 tháng 8, JTWC bắt đầu ban hành thông báo về áp thấp nhiệt đới 04W.
Những tín hiệu cảnh báo bão được đưa ra ở khu vực Philippines trước khi cơn bão tiến đến vào ngày 3 tháng 8. Tuy nhiên, Otto đã vòng hướng khác không đi vào Philippines nên những tín hiệu cảnh báo đã chấm dứt vào ngày mùng 5. Cơn bão tạo ra mưa lớn, lượng đo được ít nhất 400 mm (15,7 inch) tại những vùng núi ở Đài Loan, gây ra lũ lụt khiến 5 người chết. Tổng cộng, thiệt hại ở Đài Loan là 25 triệu NTD (761.000 USD; trị giá USD năm 1998). Sau khi đi qua eo biển Đài Loan, cơn bão đổ bộ Trung Quốc, tạo ra những trận mưa lớn gây ngập lụt tại những khu vực từng hứng chịu trận lũ tồi tệ nhất trong vòng ít nhất 45 năm. Không có báo cáo chính thức về thiệt hại do bão ở tỉnh Phúc Kiến, Trung Quốc.

### Bão nhiệt đới Penny (Klaring) - bão số 1
Một vùng nhiễu động nhiệt đới đã hình thành và mạnh lên thành một áp thấp nhiệt đới ở phía Đông Philippines vào ngày 2 tháng 8. Đến ngày mùng 7, Penny đã mạnh lên thành một cơn bão nhiệt đới, cùng lúc nó đổ bộ lên Bắc Luzon và sau đó đi vào Biển Đông. Độ đứt gió theo chiều thẳng đứng mạnh trong ngày mùng 8 khiến mây đối lưu bị thổi dạt về phần phía Nam của cơn bão, và làm tâm hoàn lưu mực thấp bị lộ ra trong vài giờ. Lúc ở khoảng cách gần nhất, Penny chỉ cách Hong Kong 165 km, và nó đã khiến 1 người ở đây thiệt mạng. Không lâu sau Penny đổ bộ vào Mậu Danh trong ngày 11 tháng 8, và tan vào ngày hôm sau.

### Bão Rex (Deling)
Một rãnh trên tầng đối lưu (TUTT) hoạt động dẫn đến sự phát triển của áp thấp nhiệt đới 06W trong ngày 22 tháng 8 ở phía Đông Luzon. Ban đầu áp thấp nhiệt đới di chuyển theo hướng Tây, nhưng khi rãnh này làm suy yếu một lưỡi áp cao ở phía Đông, áp thấp nhiệt đới đã di chuyển theo hướng Đông Bắc và đó là lúc nó mạnh lên trở thành một cơn bão nhiệt đới trong ngày 23. Rex tăng cường chậm trở thành một cơn bão cuồng phong trong ngày 26, và sau đó đạt cường độ tối đa với vận tốc gió 135 dặm/giờ (215 km/giờ) vào ngày 28 ở phía Nam Nhật Bản. Khi di chuyển theo hướng Bắc, nó gây lũ lụt nghiêm trọng ở Honshu, Nhật Bản, khiến 13 người chết và gây thiệt hại trung bình từ những trận lở đất trên khắp hòn đảo. Sau đó một rãnh thấp khác kéo cơn bão di chuyển về phía Đông, giúp Nhật Bản tránh khỏi việc bị nó đổ bộ trực tiếp. Rex tiếp tục di chuyển theo hướng Đông Bắc đến một vị trí có vĩ độ cao bất thường, gần 50° B, lúc đó nó trở thành một hệ thống ngoài nhiệt đới ở gần quần đảo Aleutian vào ngày mùng 9, phía Đông đường đổi ngày quốc tế.

### Áp thấp nhiệt đới 07W
Vào ngày 26 tháng 8, một rãnh gió mùa hình thành ở trong đất liền Trung Quốc và sau đó trôi dạt về phía Nam. Đến ngày 29, rãnh gió mùa đã sản sinh ra một vùng áp thấp ở khu vực Đài Loan. Vùng áp thấp mạnh lên thành một áp thấp nhiệt đới trong ngày 1 tháng 9. Độ đứt gió theo phương đứng mạnh đã khiến cho áp thấp nhiệt đới này tan biến vào ngày mùng 6.

### Bão nhiệt đới Stella
Thiệt hại nghiêm trọng đã xảy ra với nhiều ngôi nhà tại miền Bắc Nhật Bản, gần khu vực Wakkanai, Hokkaidō. Một người thiệt mạng do bị gió thổi bay khi đang sửa chữa mái nhà và 12 ngôi nhà bị phá hủy. Một vài con sông đã tràn bờ sau khi mưa lớn diễn ra với lượng vượt quá 200 mm (7,9 inch) ở Hokkaidō. Tại khu Soya, ngành nông nghiệp và thủy sản bị thiệt hại lên tới 23,1 triệu Yên (171.213 USD). Lũ lụt nghiêm trọng xảy ra ở gần khu Abashiri khiến hàng trăm ngôi nhà bị ngập sau khi 
con sông gần đó vỡ bờ. Hơn 6200 hécta đất nông nghiệp bị mất. Lũ đã cuốn trôi phần lớn các tuyến đường, bao gồm cả 14 cây cầu. Tổng thiệt hại ở Abashiri là 25 triệu Yên (185.296 USD), trong đó ngành thủy sản chịu phần lớn thiệt hại.

Thiệt hại nghiêm trọng cũng xảy ra ở Iwamizawa, Hokkaidō sau những trận mưa như trút kích hoạt lũ lụt trên diện rộng. Một người đã thiệt mạng trong thành phố và 29 tòa nhà bị phá hủy. Thiệt hại nông nghiệp ở khu vực này lên tới 14,9 triệu Yên (110.426 USD). Một trong số những trận lụt tồi tệ nhất xảy ra ở Obihiro, làm ngành nông nghiệp ở đây chịu tổn thất gần 230 triệu Yên (1,7 triệu USD). Số người thiệt mạng ở đây cũng chiếm tới một phần ba trong tổng số người thiệt mạng do cơn bão.

### Áp thấp nhiệt đới 09W - bão số 2
Áp thấp nhiệt đới 09W phát triển ở Biển Đông trong ngày 12 tháng 9. Nó di chuyển theo hướng Tây, đổ bộ lên đảo Hải Nam và Việt Nam trước khi tan vào ngày 14.

### Bão Todd (Emang)
Todd khiến 7 người thiệt mạng ở Kyushu. Thiệt hại ở miền Nam Nhật Bản là 31,9 triệu Yên (236.436 USD).

### Bão Vicki (Gading)
Bão Vicki với vận tốc gió 100 dặm/giờ (160 km/giờ) di chuyển về phía Đông qua Bắc Luzon, gây ra mưa rất lớn, khiến 9 người thiệt mạng và tác động đến hơn 300.000 người. Một chiếc phà bị cơn bão đánh chìm, làm chết 70 người, khiến 80 người khác mất tích và được cho là đã chết. Sau đó Vicki di chuyển theo hướng Tây Bắc, tấn công miền Nam Nhật Bản, làm gián đoạn các chuyến tàu hỏa phục vụ hành khách và khiến 60 chuyến bay nội địa phải tạm hoãn.
Tổng cộng, có 108 người thiệt mạng và 10 người khác được liệt kê là mất tích. Tổn thất do cơn bão lên tới 81,7 triệu USD

### Áp thấp nhiệt đới 12W - bão số 3
Áp thấp nhiệt đới 12W phát triển ở Biển Đông trong ngày 16 tháng 9. Nó di chuyển theo hướng Tây - Tây Bắc và đi dọc bờ biển Việt Nam. 12W đã đổ bộ vào Việt Nam trước khi tan vào ngày 19.

### Bão nhiệt đới Waldo
Bão nhiệt đới Waldo phát triển trong ngày 18 tháng 9. Nó đi lên phía Bắc và tấn công Nhật Bản trước khi tan vào ngày 21.

### Bão Yanni (Heling)
Yanni làm 50 người thiệt mạng ở Hàn Quốc.

### Áp thấp nhiệt đới 15W - bão số 4
Áp thấp nhiệt đới 15W phát triển ở Biển Đông trong ngày 2 tháng 10. Ban đầu nó di chuyển theo hướng Đông Bắc, sau đó vòng lại hướng Tây Bắc. 15W tan trong ngày mùng 5, ngay sau khi đổ bộ vào Việt Nam.

### Áp thấp nhiệt đới 16W
Áp thấp nhiệt đới 16W phát triển gần Đài Loan trong ngày 4 tháng 10. Nó tồn tại trong 3 ngày trước khi biến mất vào ngày mùng 7.

### Áp thấp nhiệt đới 17W
Áp thấp nhiệt đới 17W phát triển gần quần đảo Ryukyu trong ngày 5 tháng 10. Nó di chuyển theo hướng Bắc - Đông Bắc và tan trong ngày mùng 7.

### Bão Zeb (Iliang)
Một rãnh gió mùa gần Guam đã phát triển thành một áp thấp nhiệt đới trong ngày 7 tháng 10. Nó di chuyển về phía Tây, mạnh lên thành một cơn bão nhiệt đới vào ngày 10 tháng 10. Dòng thổi vào rộng lớn của cơn bão đã phát triển thành một cơn bão nhiệt đới khác trong ngày mùng 10: Bão nhiệt đới Alex. Hai cơn bão cùng di chuyển theo hướng Tây, và khi Zeb mạnh lên thành bão cuồng phong trong ngày 11, nó đã hấp thụ cơn bão xấu số Alex. Sau đó Zeb di chuyển theo hướng Tây - Tây Bắc, mạnh lên nhanh chóng thành một cơn siêu bão trong ngày 13 với áp suất trung tâm chính thức 900 mbar và một áp suất không chính thức là 872 mbar; bằng với kỷ lục áp suất thấp thứ hai từng được ghi nhận. Zeb duy trì cường độ tối đa cho đến khi đổ bộ Luzon vào ngày 14. Sau khi suy yếu ở trên đất liền Luzon, Zeb đi lên phía Bắc và tấn công Đài Loan khi chỉ còn là một cơn bão cấp 1 vào ngày 15. Nó duy trì cường độ đó và đổ bộ vào Nhật Bản trong ngày 17, sau đó Zeb trở thành một hệ thống ngoài nhiệt đới vào ngày 18. Tổng cộng, Zeb làm 99 người thiệt mạng.

### Áp thấp nhiệt đới Alex
Vào ngày 10 tháng 10, một vùng thấp nhỏ phát triển trong dòng thổi vào phía Bắc của cơn bão Zeb. Vùng thấp đã duy trì một vùng mây đối lưu dày đặc và nhanh chóng mạnh lên thành một cơn bão nhiệt đới. Trong thời gian hoạt động, hệ thống này đã không được phân loại là một cơn bão nhiệt đới cho đến thời điểm 0600 UTC ngày 11 tháng 10. Alex sau đó đã bị Zeb, cơn bão mạnh hơn ở ngay gần nó hấp thụ.

### Bão Babs (Loleng) - bão số 5
Một vùng nhiễu động nhiệt đới kết hợp với một rãnh thấp trên tầng đối lưu đã hình thành nên một áp thấp nhiệt đới vào ngày 11 tháng 10 gần Guam. Nó di chuyển theo hướng Tây do bị chi phối bởi một áp cao cận nhiệt đới, và đã mạnh lên thành một cơn bão nhiệt đới trong ngày 15. Ban đầu, cường độ của Babs tăng chậm do dòng thổi ra ở phía trên bị hạn chế, nhưng khi dòng thổi ra trở nên rõ ràng hơn, nó đã mạnh lên thành một cơn bão cuồng phong vào ngày 19 và vào ngày 20 nó đã là một cơn siêu bão với vận tốc gió tối đa 155 dặm/giờ (240 km/giờ). Babs đổ bộ miền Trung Philippines với cường độ là bão cấp 4 và gây lũ lụt tại khu vực mà mới 7 ngày trước đã phải hứng chịu một cơn siêu bão khác; siêu bão Zeb. Babs suy yếu khi ở trên đất liền, và sau đó chuyển hướng Bắc, đi đến khu vực có độ đứt gió trên tầng cao mạnh khiến nó tan biến trong ngày 27. Siêu bão Babs gây ra những trận lở đất nghiêm trọng ở Philippines, tạo lũ lớn và khiến 156 người thiệt mạng.

### Bão nhiệt đới Chip - bão số 6
Ở Việt Nam, Chip khiến ít nhất 17 người thiệt mạng và gây thiệt hại vật chất 16,2 tỉ đồng (923.400 USD; trị giá USD năm 1998). Tàn dư của Chip đã tái sinh thành một cơn bão ở vịnh Bengal và đạt cường độ tối đa là bão cấp 1. Cơn bão này đã đổ bộ vào Bangladesh và khiến 100 người thiệt mạng.

### Bão nhiệt đới Dawn - bão số 7
Mặc dù chỉ là một cơn bão yếu, nhưng những trận mưa như trút từ cơn bão đã gây ra lũ lụt thảm khốc khiến ít nhất 187 người thiệt mạng ở Việt Nam. Dawn được xem là cơn bão tồi tệ nhất từng đổ bộ vào khu vực này trong vòng ba thập kỷ, 500.000 ngôi nhà bị ngập lũ, 7.000 ngôi nhà khác bị phá hủy và ước tính 2 triệu người mất nhà cửa. Thiệt hại ước tính lên tới 400 tỷ đồng (28 triệu USD).

### Bão nhiệt đới Elvis (Miding) - bão số 8
Ở Việt Nam, Elvis làm chết 49 người và thiệt hại vật chất là 30 triệu đồng.

### Bão Faith (Norming) - bão số 9
Bão nhiệt đới Faith di chuyển về hướng Tây trên Tây Bắc Thái Bình Dương. Nó đã mạnh lên thành một cơn bão cuồng phong khi đi qua Philippines, khu vực mới trước đó đã phải hứng chịu tới vài cơn bão. Sau khi đạt đỉnh với vận tốc gió 100 dặm/giờ (160 km/giờ) trên Biển Đông, Faith suy yếu thành một cơn bão nhiệt đới trong ngày 14 tháng 12 ngay sau khi đổ bộ vào miền Trung Việt Nam. Nó đã tan vào cuối ngày hôm đó.

### Bão nhiệt đới Gil - bão số 10
Bão nhiệt đới Gil đã phát triển trên Biển Đông trong ngày 8 tháng 12. Nó di chuyển về hướng Tây với vận tốc gió 45 dặm/giờ (75 km/giờ). Gil đổ bộ vào Thái Lan trước khi tan trong ngày 13.

### Áp thấp nhiệt đới 26W
Áp thấp nhiệt đới 26W phát triển ở khu vực Philippines trong ngày 17 tháng 12. Nó di chuyển theo hướng Bắc - Tây Bắc và tan ở khu vực gần Bắc Luzon trong ngày 19 tháng 12.

### Áp thấp nhiệt đới 27W - bão số 11
Áp thấp nhiệt đới cuối cùng trong năm phát triển từ một vùng nhiễu động nhiệt đới kém tổ chức trên Biển Đông trong ngày 18 tháng 12. Ở một vị trí có môi trường không thuận lợi, hệ thống này phải đấu tranh để duy trì mây đối lưu; tuy vậy, vào ngày hôm sau, nó đã được phân loại là áp thấp nhiệt đới 27W bởi JTWC. Vào thời điểm 27W hoạt động, nó được xem là một cơn bão nhiệt đới, với vận tốc gió 45 dặm/giờ (75 km/giờ). Nhưng trong phân tích lại sau mùa bão, nó được nhận định có cường độ thấp hơn, với vận tốc gió 35 dặm/giờ (55 km/giờ), không đủ mạnh để được phân loại là bão nhiệt đới.

## Tên bão
Trong năm 1998, bão ở Tây Bắc Thái Bình Dương được đặt tên bởi JTWC. Cơn bão đầu tiên được đặt tên là Nichole, cuối cùng là Gil.
| - Nichole (9801) - Otto (9802) - Penny (9803) | - Rex (9804) - Stella (9805) - Todd (9806) | - Vicki (9807) - Waldo (9808) - Yanni (9809) | - Zeb (9810) - Alex - Babs (9811) | - Chip (9812) - Dawn (9813) - Elvis (9814) | - Faith (9815) - Gil (9816) |

### Tên bão ở Philippines
Cục quản lý Thiên văn, Địa vật lý và Khí quyển Philippines  PAGASA  sử dụng một danh sách tên riêng cho các xoáy thuận nhiệt đới nằm trong khu vực theo dõi của họ. Danh sách này lặp lại bốn năm một lần. Đây là danh sách trùng với danh sách của mùa bão năm 1994. Năm 1998, số lượng tên được sử dụng là ít nhất.
| - Akang - Bising (9802) - Klaring (9803) - Deling (9804) - Emang (9806) | - Gading (9807) - Heling (9809) - Iliang (9810) - Loleng (9811) - Miding (9814) | - Norming (9815) - Oyang (unused) - Pasing (unused) - Ritang (unused) - Susang (unused) | - Tering (unused) - Uding (unused) - Weling (unused) - Yaning (unused) - Aning (unused) | - Bidang (unused) - Katring (unused) - Delang (unused) - Esang (unused) - Garding (unused) |

### Số hiệu tại Việt Nam
Ở Việt Nam một cơn bão (đạt cường độ bão nhiệt đới trở lên) sẽ được đặt số hiệu khi nó đi vào khu vực thuộc phạm vi theo dõi của Trung tâm Dự báo Khí tượng Thủy văn Việt Nam được xác định trên Biển Đông phía Tây kinh tuyến 120°Đ và phía Bắc vĩ tuyến 10°B. Số hiệu của bão được đặt theo số thứ tự xuất hiện của nó trong năm.
Dưới đây là các cơn bão được Trung tâm Dự báo Khí tượng Thủy văn Việt Nam đặt số hiệu trong năm 1998: (Kèm vùng đổ bộ)
| - Bão số 1 (Penny) (đổ bộ Nam Trung Quốc) - Bão số 2 (Vicki) (ra khỏi Biển Đông) - Bão số 3 (Babs) (đổ bộ Nam Trung Quốc) - Bão số 4 (Chip) (đổ bộ phía Nam tỉnh Ninh Thuận) - Bão số 5 (Dawn) (đổ bộ tỉnh Khánh Hoà) - Bão số 6 (Elvis) (đổ bộ phía Nam tỉnh Bình Định) - Bão số 8 (Faith) (đổ bộ tỉnh Khánh Hòa) - Bão số 7 (Không tên) (Gil) (đi qua Hòn Khoai phía Nam Cà Mau) |

Ngoài ra, ngày 14/9 một ATNĐ vào Ninh Bình, ngày 19/9 một ATNĐ yếu thành vùng thấp ở bờ biển Hà Tĩnh, ngày 5/10 1 ATNĐ suy yếu thành vùng thấp ở vùng biển ven bờ tỉnh Thanh Hoá.